# Ruta Provincial 215 (San Juan)
La Ruta Provincial 215 es una carretera argentina, que se encuentra en el centro sur de la Provincia de San Juan, pavimentada. Su recorrido es de 22 kilómetros, teniendo como extremos la Ruta Provincial 64 y la Ruta Provincial 155. Tiene la particularidad de atravesar el Arroyo Agua Negra.
Esta ruta circula de este a oeste. La misma actúa como comunicador de la ciudad de Aberastain con la zona este del Valle del Tulúm (Caucete, 9 de julio y Santa Rosa)
En Pocito, es donde recibe el nombre de "calle Marcos Zalasar", o popularmente conocida como "calle 11(once)".
A lo largo de su recorrido se observa un paisaje completamente cultivado, con plantaciones de vides y olivos principalmente. 
En zonas se encuentra frondosamente arbolada por eucaliptus y otras especies arbóreas, que son irrigados mediante una red de canales, siendo el principal uso agrícola, debido a las escasas precipitaciones que presenta dicha región.

## Recorrido
Departamento Pocito
Desde kilómetro 0 a km 8
- Aberastain km 3

Departamento Rawson
Desde el kilómetro 8 a km 19
- Colonia Médano de Oro km 10
- Arroyo Agua Negra km 19

Departamento 9 de Julio
Desde el km 19 a km 22
- No se destacan poblaciones sobre la ruta

- Datos: Q6114269